# Psapharochrus flavitarsis
Psapharochrus flavitarsis är en skalbaggsart som först beskrevs av Fuchs 1962.  Psapharochrus flavitarsis ingår i släktet Psapharochrus och familjen långhorningar. Inga underarter finns listade i Catalogue of Life.